# Större savblomfluga
Större savblomfluga (Brachyopa vittata) är en tvåvingeart som beskrevs av Zetterstedt 1843. Större savblomfluga ingår i släktet savblomflugor, och familjen blomflugor.
Artens utbredningsområde är Sverige. Enligt den finländska rödlistan är arten otillräckligt studerad i Finland. Arten är reproducerande i Sverige. Artens livsmiljö är naturmoskogar. Inga underarter finns listade i Catalogue of Life.